# Oskar Morgenstern
Oskar Morgenstern (Görlitz, Alemanha, 24 de janeiro de 1902 — Princeton, Estados Unidos, 26 de julho de 1977) foi um economista austríaco. É considerado um dos fundadores da teoria dos jogos.
Morgenstern trabalhou na Universidade de Viena até ser demitido pelos nazistas em 1938, tendo então emigrado para os Estados Unidos, onde se tornou professor da Universidade de Princeton. O trabalho que mais contribuiu para a sua fama foi Theory of Games and Economic Behavior (em tradução livre, "Teoria dos Jogos e Comportamento Econômico", de 1944), escrito em parceria com o renomado matemático John von Neumann, que lançou definitivamente as bases da teoria dos jogos e também da teoria da escolha sob incerteza.
Outro trabalho fundamental, este escrito a solo, foi On the Accuracy of Economic Observations, de 1950.